# Első világ

A hidegháború "három világa"(1975. április 30. és június 24. között)
Első világ: A Nyugati blokkhoz tartozó államok (NATO és szövetségesek) az Egyesült Államok vezetésével
Második világ: A Keleti blokkhoz tartozó államok (Varsói Szerződés, Kínai Népköztársaság és szövetségesek) a Szovjetunió vezetésével
Harmadik világ: Az el nem kötelezett országok India és Jugoszlávia, valamint más semleges országok vezetésével

Az Első világ a három világ koncepciójának egyike volt a hidegháború idején. Az Egyesült Államok által irányított Nyugati blokk országait tömörítette. A tömb szembehelyezkedett a második világgal, amely hasonlóképpen csoportosította azokat az országokat, amelyek a Szovjetunió keleti blokkjához tartoztak. Ez a típusú felosztás megszűnt, miután a Szovjetunió 1991-es felbomlásával a hidegháború véget ért. A definíció napjainkban minden olyan országra érvényes, ahol jól működő demokratikus rendszer van, erős a jogállamiság, politikailag és gazdaságilag stabil, illetve viszonylag magas az életszínvonal.
Ennek a megállapítására különböző mérőszámokat vezettek be, többek között ilyen a bruttó hazai termék (GDP), bruttó nemzeti jövedelem (GNP), az írástudás aránya, a születéskor várható élettartam és az emberi fejlettségi index (HDI).
A köznyelvben az "első világ" kifejezés jellemzően az iparilag fejlett országokra utal, melyeket a világ nyugatias országainak tekintenek.

## Története
A második világháborút követően a világ két nagy geopolitikai tömbre szakadt és kezdetét vette a hidegháború időszaka. Az Első világ kifejezést az 1940-es évek végén vezette be először az Egyesült Nemzetek Szervezete és a nyugati blokkhoz tartozó kapitalista államokat csoportosította, amelyek szövetségesei voltak az Egyesült Államoknak. Ide tartoztak Észak-Amerika és Nyugat-Európa államai, valamint olyan iparilag fejlett ország, mint Japán és korábbi brit gyarmatok: Ausztrália és Új-Zéland.
Ausztriát, Írországot, Svájcot és Svédországot is az iparilag fejlett nyugati államok közé sorolták, de nem csatlakoztak egyik tömbhöz sem és inkább a semlegesség útját választották. Finnország a Szovjetunió szomszédjaként szintén a semleges országnak minősült.
Törökország 1952-ben csatlakozott a NATO-hoz és a szó legszorosabb értelmében nem volt fejlett iparral rendelkező, nyugati kapitalista állam. Spanyolország csak 1982-ben, a hidegháború vége felé és Francisco Franco diktátor halála után csatlakozott a katonai szövetséghez.